# Václav Hrabě
Václav Hrabě (13. června 1940 Příbram  – 5. března 1965 Praha) byl český básník, muzikant a prozaik, jehož tvorba byla silně ovlivněna tzv. beat generation.

## Život
Hrabě se narodil v Příbrami jako syn železničáře Jana Hraběte a Magdaleny rozené Kalinové. Měl o jedenáct let starší sestru Jarmilu. Dětství prožil v Lochovicích poblíž Berouna. Na gymnázium chodil v Hořovicích, maturoval v roce 1957. Dále studoval český jazyk a dějepis na Pedagogickém institutu v Praze, který absolvoval v roce 1961. Po absolutoriu nastoupil základní vojenskou službu v Horšovském Týně. Protože po odchodu do civilu nemohl sehnat v Praze zaměstnání (odmítl umístěnku na pedagogické místo do pohraničních Kraslic), pracoval jako pomocný dělník, vychovatel v učňovském internátě, knihovník v Městské lidové knihovně v Praze a také jako lektor poezie v časopise Tvář. Teprve v říjnu 1964 našel Hrabě uplatnění ve vystudovaném oboru, a to jako zastupující učitel na ZDŠ v Praze 5-Košířích. V roce 1960 se seznámil se svou budoucí manželkou Olgou, v únoru 1962 se vzali a v srpnu se jim narodil syn Jan. V roce 1964 se však manželé rozvedli.
Tvorba Václava Hraběte, stejně jako ostatních beatniků, úzce souvisela s jazzovou a bluesovou hudbou. Sám autor se učil hrát na několik hudebních nástrojů, mezi nimi klarinet a saxofon, a koncertoval se studentskými kapelami.
Osobně se setkal s americkým básníkem Allenem Ginsbergem a napsal s ním rozhovor (v roce 1965 u příležitosti jeho vystoupení v Praze).
Hrabětovy básně se za jeho života nedočkaly knižního vydání, všechny soubory vycházely až posmrtně, protože autor tragicky zemřel v necelých pětadvaceti letech, když se nešťastnou náhodou otrávil oxidem uhelnatým. Pohřben je v Lochovicích.

## Dílo
Během základní vojenské služby napsal řadu básní s tématem vojny, války a pobytu na marodce. V létě 1962 napsal divadelní hru Královna Margot, jejíž jediný rukopis později ztratil režisér Waldemar Sente. Z jeho prozaických děl se dochovala pouze povídka Horečka, která vyšla 1967 v revue Divoké víno.
Autor debutoval roku 1962 v časopise Univerzita Karlova a ve vojenském periodiku Zápisník. Časopisecky publikoval pouze kolem deseti básní, ale mnoho z nich se šířilo v opisech mezi jeho přáteli. Ti se pokoušeli dílo zkompletovat pro knižní vydání. Zásadní význam pro udržení Hraběte v čtenářském povědomí měl básník a recitátor Mirek Kovářík, který získal básně od Ivana Rajmonta a v druhé polovině šedesátých let z nich vytvořil poetické pásmo Stop-time s podtitulem Rekviem za Václava Hraběte (v roce 1969 vyšlo knižně). Uváděl je v letech 1965–1967 v litvínovském Docela malém divadle a v sedmdesátých letech v pražském divadle Rubín. V letech 1979-1981 uváděla Viola v režii Jiřího Hraše hudební pořad Blues v rytmu noci – poezií inspirovaná blues, včetně veršů Václava Hraběte. V roce 1984 uvedl Mirek Kovářík sólový recitační pořad Hledám tě v tomto městě, jehož podstatnou část tvořila právě Hrabětova poezie.
V 60. letech Hrabětovy básně otiskl literární časopis Tvář, který Hrabě redigoval, a také revue Divoké víno. Oba časopisy byly zrušeny po sovětské okupaci (Divoké víno obnovil v roce 2002 Ludvík Hess jako internetové periodikum). Roku 1977 vyšla v nákladu 2000 kusů sbírka Blues v modré a bílé (editor Jaromír Pelc), která byla okamžitě rozebrána a hojně opisována. Pásmo z veršů Korunovační blues vydala v cyklostylové podobě v roce 1981 divadelní agentura Dilia. Za normalizace se Hrabětova poezie šířila především samizdatem.
Některé básně byly zhudebněny, například Vladimírem Mišíkem (deska Pár tónů, které přebývají z roku 1989). Verše působí velmi autenticky, k čemuž přispívá i volný verš, kterým jsou psány. Hrabětova báseň Variace na renesanční téma se zařadila mezi nejslavnější texty české poezie, když ji Vladimír Mišík v listopadu 1989 zpíval pro půlmilionovou demonstraci na Letné.
Během doby, kdy si přivydělával jako redaktor v časopisu Tvář, zde vyšly i dvě jeho reportáže - Cestou necestou (z autostopu po republice, 1964) a Třicet a jedna noc (z doby jeho působení ve Viole). V Divokém víně vyšla reportáž a rozhovor s Allenem Ginsbergem během jeho návštěvy v Praze (1965).
V roce 1983 začal básníkův syn Jan Miškovský pátrat po osudu otcovy literární pozůstalosti, nezvěstné od konce 60. let. Cesty vedly většinou za železnou oponu. V roce 1985 vyšel v Mnichově nákladem 350 výtisků výbor Hrabětovy poezie Černé nebe nad městem. Dvacet let pohřešovaná literární pozůstalost Václava Hraběte se do rukou jeho syna vrátila až v roce 1986.
Próza (chronologicky)

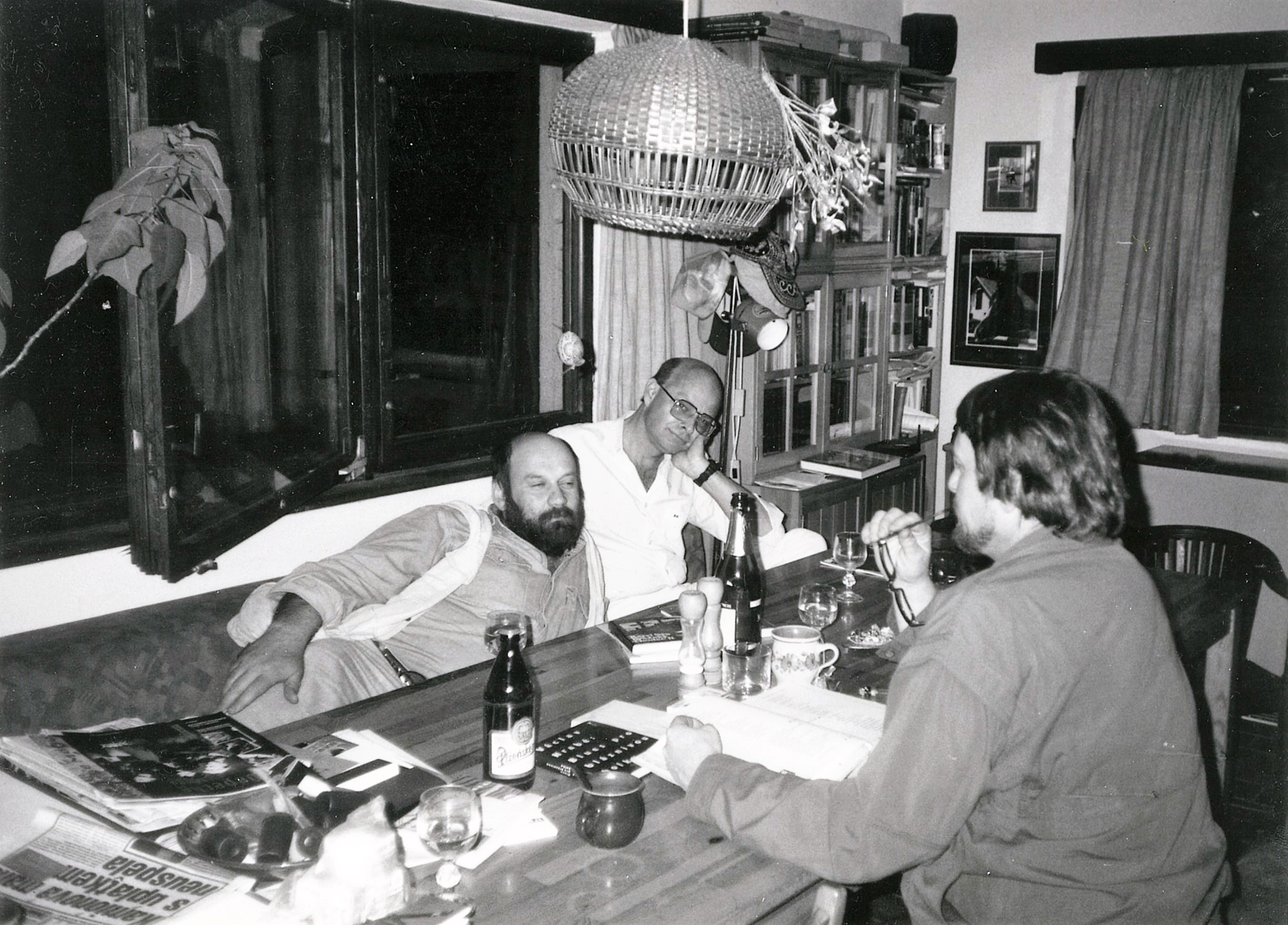
Když vyšel kompletní Hrabě. Zakladatel Divokého vína Ludvík Hess, editor díla Václava Hraběte Jaromír Pelc a redaktor Klubu přátel poezie Jiří Žáček v roce 1990. Na stole leží v KPP právě vydaný svazek úplné básníkovy pozůstalosti Blues pro bláznivou holku

- Třicet a jedna noc aneb Zápisky z živého domu. Tvář. 1964, č. 7. [Reportáž V. Hraběte z poetické kavárny Viola.]
- Cestou Ne cestou. Tvář. 1964, č. 9–10. [Reportáž V. Hraběte o autostopu napříč republikou.]
- Horečka. Divoké víno. 1967, č. 6–7. [Povídka – jediná dochovaná.]
  - Horečka. 1. vyd. Praha: Labyrint, 1994. 64 s. ISBN 80-901289-2-0.
  - Horečka. 2. vyd. Ed. Joachim Dvořák. Praha: Labyrint, 1999. 67 s. ISBN 80-85935-10-4.

Poezie (chronologicky)
- STOPtime. Litvínov : [Docela malé divadlo], 1967. 60 s. [Z básníkovy pozůstalosti sestavil Mirek Kovářík – první souborné vydání Hrabětových básní, které vyšly místo programu k představení, resp. poetickému pásmu Stoptime, rekviem za Václava Hraběte v litvínovském Docela malém divadle, a to v nákladu 1200 výtisků.][5]
- Stop-time. 1. vyd. [K vydání připravil a ediční poznámku napsal Mirek Kovářík.] Praha: Mladá fronta, 1969. 65 s. Edice Mladé cesty – poezie, sv. 30.
- Blues v modré a bílé. 1. vyd. [Z básníkových publikovaných sbírek a z pozůstalosti uspořádal, k tisku připravil, doslov a životopisnou poznámku napsal Jaromír Pelc.] Praha: Melantrich, 1977. 89 s. Edice Poesie, sv. 90.
- Korunovační blues: pásmo z veršů Václava Hraběte. Sest. Zdeněk Šimanovský. 1. vyd. Praha: Dilia, 1981. 48, [1] s. Edice Dilia, sv. 11047.
- Černé nebe nad městem. 1. vyd. [Sest., do tisku připravil a závěrečnou pozn. napsal Daniel Strož.] München: PmD – Poezie mimo domov, ©1985. 70 s. Edice Nová řada poezie, sv. 12.
- Blues pro bláznivou holku. 1. vyd. Praha: Československý spisovatel, 1990. 257 s. Klub přátel poezie. Výběrová řada. ISBN 80-202-0201-3. [Kompletní vydání básnického díla včetně nově objevené rukopisné pozůstalosti k vydání připravili a uspořádali Mirek Kovářík, Jan Miškovský a Jaromír Pelc.
- Blues: Blues pro bláznivou holku a jiné básně. V nakl. Labyrint 1. vyd., 1. dotisk. Praha: Labyrint, 1995, ©1994. 142 s. Edice Česká knihovna, sv. 3. ISBN 80-901289-8-X. [V nakl. Labyrint 2. vyd.: 1999. 172 s. ISBN 80-85935-11-2.]

Drama: Královna Margot (někdy uváděno Margot) – divadelní hra, jejíž rukopis se později ztratil.

### Zhudebněné dílo
Václav Hrabě byl sám muzikantem a jeho básně, jak napsal Michal Bystrov, přímo vybízejí k hudebnímu doprovodu. Přesto ho pro českou hudební scénu objevil až Vladimír Mišík na přelomu 70. a 80. let 20. století, kdy vyšly na jeho druhém albu se skupinou Etc... s názvem „Etc...2“ (1980) tři Mišíkem zhudebněné Hrabětovy básně Variace na renesanční téma, Ty II. a Jam Session. K Hrabětovi se Vladimír Mišík pak ještě několikrát vrátil (Tma stéká do kaluží na albu Etc...3 a Kdybych už měl umřít na albu Umlkly stroje). Později Hraběte zhudebňoval také písničkář Vladimír Veit. Na albu Jménem poezie jsou básně Déšť, Variace na renesanční téma, Jednou, Jam Session a Noční obraz, Veitovo album Variace na renesanční téma (2004) je celé složené z Hrabětových básní. Čas od času zhudební některou báseň některá z českých folkových či rockových kapel (viz seznam).
- V. Neckář, album Podej mi ruku... (1980): Báseň skoro na rozloučenou
- Bára & Mariáš, album Ptáci nad městem (1998): Blues o kartách a vitriolu
- Bombus Terrestris (1999): Obloha
- Vespol, demonahrávka (2002): Jednou
- Na šikmé ploše, album Hmota (2002): Královnino blues
- Rauš, Valmez 2004: The Happy Furious Song
- Budoár staré dámy, album My o vlku (2005): Náměsíčná
- Kalma: Déšť
- T’N’T, demo 2005: Déšť (hudbu složil Jindřich Škrna)
- The Dust: Déšť, Královnino blues
- Opět Otevřeno. „Zhudebněná poezie Václava Hraběte“. In: BandZone.cz [online.]
- Katarzia: album Celibát (2020): Blues o dešti (podle básně Déšť)
- Monika Načeva, album Zdivočelí koně (2020): Posledním vlakem (podle básně Bylo už k ránu ...)
- Miroslav Žbirka, album Posledné veci (2022): Madrigal

## Kulturní odkaz
V Hořovicích se, počínaje rokem 1994, každý sudý rok koná literární soutěž Hořovice Václava Hraběte. V témže městě je po Hraběti pojmenováno gymnázium.